# Milutin Milanković
Milutin Milanković [milútin milánković] (srbsko Милутин Миланковић, latinizirano: Milutin Milanković), srbski matematik, astronom, klimatolog, geofizik, gradbeni inženir, izumitelj, popularizator znanosti in fizik, * 28. maj 1879, Dalj, Avstro-Ogrska (sedaj Hrvaška), † 12. december 1958, Beograd, FLRJ (sedaj Srbija).
Milanković je dal dva temeljna prispevka k svetovni znanosti. Prvi prispevek je Kanon Zemljinega osončevanja (Kanon osunčavanja Zemlje), ki označuje podnebje vseh planetov Osončja. Drugi prispevek je teoretična pojasnitev dolgoročnih Zemljinih podnebnih sprememb, ki jih povzročajo astronomske spremembe lege Zemlje v primerjavi s Soncem, zdaj znanih kot Milankovićevi cikli. To je deloma pojasnilo ledene dobe, ki so se pojavljale v Zemljini geološki preteklosti, pa tudi podnebne spremembe na Zemlji, ki se jih lahko pričakuje v prihodnosti.
Utemeljil je planetarno klimatologijo z izračunom temperaturnih razmer zgornjih plasti ozračja ter temperaturnih razmer na planetih notranjega Osončja – Merkurja, Venere, Marsa in Lune ter globine atmosfere zunanjih planetov Osončja. Prikazal je medsebojno povezanost nebesne mehanike in geoznanosti ter omogočil dosleden prehod od nebesne mehanike h geoznanostim in transformacijo deskriptivnih znanosti v eksaktne. V geofiziki velja za soavtorja teorije tektonskih plošč s svojim delom Premikanje Zemljinih vrtilnih polov (Pomeranje Zemljinih obrtnih polova).
Kot avtor ali soavtor je registriral osem patentov, ki jih je v času od 1905 do 1933 prijavil v različnih državah. Svojo poklicno pot je začel kot gradbeni inženir, zanimanje za gradbeništvo pa je ohranil vse življenje in je kot statik ter nadzornik delal na več armiranobetonskih konstrukcij po vsej Jugoslaviji. Tako je večina njegovih patentov vezanih na to področje.
Med letoma 1909 in 1920 (razen 1914–1918) je bil izredni profesor uporabne matematike, kot redni profesor nebesne mehanike pa med letoma 1920 in 1955 (razen 1941–1945) na Univerzi v Beogradu. Bil je dekan Filozofske fakultete v Beogradu v letih 1926 in 1927, pionir v raketni tehniki, med letoma 1920 in 1925 dopisni član, in od leta 1925 do smrti redni član Srbske akademije znanosti in umetnosti (SANU), podpredsednik SANU v treh mandatih od leta 1948, dopisni član Jugoslovanske akademije znanosti in umetnosti v Zagrebu od leta 1925, šesti in deveti predstojnik Astronomskega observatorija Beograd med letoma 1925 in 1926 ter 1948 in 1951, član in soustanovitelj Komisije 7 za nebesno mehaniko Mednarodne astronomske zveze med letoma 1948 in 1953.

## Življenje

### Mladost

#### Otroštvo
Milanković se je rodil v vasi Dalj na desnem bregu Donave v vzhodni Slavoniji v tedanji Avstro-Ogrski. Milutin in njegova sestra dvojčica Milena sta bila najstarejša od sedmih otrok.:14 Njun oče Milan je bil bogati posestnik in trgovec ter lokalni politik. Umrl je mlad, ko je bilo Milutinu 8 let. Milankovići so bili stara in ugledna družina v kateri so tudi prej bile znane osebnosti. Med njimi je Milutin v svojih Spominih (Uspomene (avtobiografija)) posebej govoril o Urošu Milankoviću (1780–1849), lokalnem pedagogu, naravoslovcu in realistu, ki se je boril proti praznovernemu odnosu kmetov in konservativnih lokalnih plemičev ter imel odmevne razprave v nemščini in srbščini, objavljene v delih Organizam sveta, Organizam vasione, Prosveta čoveka, Zastava slobode i pravde in Ogledalo istine. Umrl je leta 1849 med državljansko vojno v Avstrijskem cesarstvu.
Milutinovi trije bratje so zaradi tuberkuloze umrli še kot otroci. Mlajši brat Bogdan (1884–1966) je bil priznani romanist in muzikolog, eden od ustanoviteljev Sarajevskega filharmoničnega orkestra leta 1923. Po očetovi smrti so skrb za otroke prevzeli mati Jelisaveta (rojena Muačević), babica in stric Vasilije Vasa Muačević. Skrb za Milutina pa je v največji meri prevzel njegov stric Vasa, ki mu je pomagal in svetoval skoraj vse življenje.:14

#### Izobraževanje
Osnovna šola
Zaradi krhkega zdravja je Milutin pridobil osnovnošolsko izobrazbo doma, pri očetu Milanu, guvernantah, zasebnih učiteljih ter mnogih sorodnikih in družinskih prijateljih, od katerih je bilo več filozofov, izumiteljev in pesnikov. Pri desetih letih (v začetku oktobra 1889) se je preselil k drugemu stricu Paji Muačeviću v bližnji Osijek, kjer je šel prvič v javno šolo. Preden se je vpisal v osiješko realko, je opravil vse štiri razrede zasebno v Srbski pravoslavni šoli v Osijeku. Zanimivo je, da je vse predmete opravil z odlično oceno, razen Računanja, kjer je bil ocenjen s prav dobro.
Srednja šola
V njegovem času sta obstajali dve vrsti gimnazij: klasična in realna gimnazija. Realna gimnazija je pripravljala dijake za študij tehnike in kmetijstva, zato je Milutin leta 1889 začel srednješolsko izobraževanje na Realni gimnaziji v Osijeku. Ko je začel z učenjem v javni šoli, je videl pomanjkljivosti svojega prejšnjega zasebnega izobraževanja. Drugi otroci so bili boljši od njega v branju, pisanju in računanju. Toda kmalu je dohitel svoje vrstnike in postal najboljši učenec. 29. maja 1896 je prejel spričevalo o končani realni gimnaziji. Po končani srednji šoli in opravljeni maturi se je s skupino maturantov odpravil na šolsko ekskurzijo v Srbijo. Nato je poleg Beograda obiskal še druge kraje po Srbiji, prehodil pa je del poti od Kragujevca do Stalaća.:18:21
Študij
Dolgo je razmišljal kaj naj študira na Dunaju. Odločilen vpliv je imel njegov profesor matematike na osiješki realki Vladimir Varićak.:20 Sprva je želel študirati elektrotehniko, a tega oddelka na Tehniški visoki šoli ni bilo. Zato se je na prepričevanje profesorja Varićaka naposled odločil za študij gradbeništva.:22 Oktobra 1896 je pri 17 letih odšel na študij na Dunaj, ki ga je leta 1902 uspešno zaključil z najboljšimi ocenami. Kasneje je o svojem študiju v Spominih zapisal: »Profesor Emanuel Chuber nas je učil matematiko ... Vsak njegov stavek je bil mojstrovina stroge logike, brez ene same odvečne besede, brez ene same napake.«:21
Vojaško šolanje je Milanković opravil v Avstro-ogrski vojski, kjer je opravil častniški izpit in prejel čin poročnika, ko je bil še državljan Avstro-Ogrske. Po končanem obveznem vojaškem roku si je sposodil denar od strica Vase za nadaljevanje doktorskega študija. Nato se je osredotočil na reševanje zelo kompleksne in tedaj aktualne problematike na področju uporabe statičnih metod pri gradnji modularnih armiranobetonskih mostov. Pri 25-ih letih 12. decembra 1904 je opravil doktorski izpit na Tehniški visoki šoli z disertacijo Prispevek k teoriji tlačnih krivulj (Beitrag zur Theorie der Druck-kurven).:24 Njena izvedba je omogočila oceno oblike in značilnosti tlačnih krivulj pri neprekinjenem tlaku, kar je zelo uporabno pri gradnji mostov, kupol in opornikov. Doktoriral je pred komisijo, ki so jo sestavljali štirje člani: Johannes Brick (somentor in predsednik komisije), Ludwig von Tetmajer (rektor), Josef Finger (profesor racionalne mehanike) in Chuber (mentor).:30

### Srednja leta

#### Gradbeništvo
V začetku leta 1905 so Milankovića na podlagi priporočila sprejeli v znano dunajsko gradbeno podjetje barona Adolfa Pittla, kjer je kmalu zasedel eno glavnih mest v konstrukcijskem biroju.:25 Njegovo delovno mesto je obsegalo izvajanje najzahtevnejših izračunov statične narave, ko je bilo treba zgraditi novogradnje iz armiranega betona. V tistem času je bil armirani beton razmeroma nov gradbeni material, ki se je začel pospešeno uporabljati na vseh področjih gradnje. Bil je eden prvih strokovnjakov, ki je v gradbeništvo uvedel matematično modeliranje in opustil dotedanji geometrijski (grafični) način projektiranja. Po manj kot letu dni zaposlitve se je znašel pred problemom projektiranja velikega skladišča in tovarniške hale iz armiranega betona. Kompleksnost teh projektov je bila v tem, da ni bilo matematičnih formul, na podlagi katerih bi lahko določili dimenzije armaturnih nosilcev in nosilnih plošč. Prepričan v svojo doktorsko disertacijo, torej v veljavnost splošne teorije elastičnosti, je potrpežljivo delal na izračunih, ki jih bo objavil v strokovni reviji in patentiral pod naslovom Prispevek k teoriji armiranobetonskih nosilcev. Na podlagi novih rezultatov je leta 1906 objavil še en članek o isti temi. Rezultat je bil viden predvsem pri projektu armiranobetonskega akvedukta za hidroelektrarno v Sebeşu na Erdeljskem, ki ga je naredil na začetku svoje inženirske poti. V petih letih, ki jih je preživel v dunajskem podjetju, je poleg sebeşkega akvedukta delal na naslednjih objektih: projektiral je akvedukt v Semmeringu in Pitenu, mostove v Kranju, Banhildi in Išli in Kruppovo tovarno kovinskih izdelkov v spodnjeavstrijskem Berndorfu. Kot predstavnik omenjenega podjetja je sodeloval pri izgradnji kolektorja v okviru beograjske kanalizacije na obrežju Save. Leta 1908 je objavil članek z naslovom O membranah istega odpora, v katerem je dokazal, da je idealna oblika vodnega rezervoarja z enako debelimi stenami oblika kapljice vode. Dosegel je šest odobrenih in natisnjenih patentov velikega teoretičnega in praktičnega pomena, ki so mu prinesli slavo uglednega izumitelja, pa tudi finančno korist.
Kot gradbeni inženir je delal na Dunaju do 1. oktobra 1909, ko je sprejel povabilo za izrednega profesorja na beograjski univerzi – na Katedri za uporabno matematiko, ki je obsegala racionalno in nebesno mehaniko ter teoretično fiziko.:29 Čeprav je imel zelo pomembna dela, povezana z armiranim betonom, je bil mladi Milanković še vedno odločen, da se bo posvetil temeljnemu raziskovanju. Državljan Kraljevine Srbije je postal 12. januarja 1911 (31. decembra 1910), potem ko je Peter I. Karađorđević potrdil sklep Državnega sveta Št. 11911 z dne 3. januarja 1911 (21. decembra 1910). Sklep je bil objavljen v uradnih Srpskih novinah (tedanjem uradnem listu Kraljevine Srbije) 20. (8.) januarja 1911.
Njegova plača izrednega profesorja je bila desetkrat manjša od tiste, ki jo je imel kot inženir na Dunaju – zato se je honorarno ukvarjal s statičnimi izračuni v gradbeništvu tudi, ko se je preselil v Srbijo. Sprejel povabilo svojega sošolca z dunajske tehniške visoke šole in lastnika gradbenega podjetja Petra Putnika za izdelavo projekta armiranobetonskih mostov v razponu 30 metrov na skalnatih brežinah na bodoči trasi železniške proge Niš–Knjaževac v dolini Timoka. Milanković, ki mu je bila ta zamisel zelo všeč, je leta 1912 hitro izdelal statični izračun za vse mostove in njegova rešitev je bila glavni razlog, da so Srbske državne železnice (SDŽ) delo oddale Putnikovemu podjetju, ki je kmalu tega leta začelo delati.
Po odpustu iz Avstrije in prejemu srbskega državljanstva so Milankovića vpisali v vojaško evidenco Srbske kraljeve vojske. Kot rezervni častnik je sodeloval v obeh balkanskih vojnah. Kot tuji dopisnik je bil v službi pri štabu Donavske divizije prvega poziva, nato pa pri Tiskovnem biroju Vrhovne komande.

#### Osončevanje planeta
Leta 1911 se je Milanković začel zanimati za klimatologijo. Ob preučevanju znanstvenih del sočasnega klimatologa Juliusa von Hahna je opazil pomembno vprašanje, ki bo postalo eno glavnih področij njegovega znanstvenega raziskovanja – skrivnostnost ledene dobe. Astronom John Herschel (1792–1871) je prvi razmišljal o možnem vplivu astronomskih dejavnikov na podnebne spremembe. Kasneje je zamisel utemeljil geolog Louis Agassiz (1807–1873). Poleg tega je bilo več drugih poskusov razlage podnebnih sprememb, ki so jih povzročile astronomske sile (najcelovitejša med njimi je bila teorija Jamesa Crolla iz 1870-ih).:48:93 Milanković je preučeval tudi dela Joseph-Alphonsa Adhémarja, čigar pionirsko teorijo o astronomskem izvoru ledenih dob so njegovi sodobniki uradno zavrnili, in Jamesa Crolla, čigar delo je bilo dejansko pozabljeno tudi potem ko so ga sprejeli sodobniki, kot je Charles Darwin. V tistem času je med klimatologi in geologi prevladovalo mnenje, da je ledeno dobo povzročil vpliv oceanov in ognjenikov. Čeprav so imeli zanesljive geološke podatke o obsegu poledenitve v Alpah, klimatologi in geologi še vedno niso mogli odkriti osnovnih vzrokov, zlasti zato, ker so bile spreminjajoče se vrednosti osončenosti na Zemlji v prejšnjih obdobjih zunaj dosega teh znanosti.:113, 120 Vendar se je Milanković odločil slediti njihovi poti in skušal pravilno izračunati obseg teh vplivov. Rešitev tega kompleksnega problema je iskal na področju sferne geometrije, nebesne mehanike in teoretične fizike.
S klimatologijo se je začel ukvarjati leta 1912, potem ko je ugotovil, da: »večji del meteorologije ni nič drugega kot zbiranje neštetih empiričnih ugotovitev, predvsem numeričnih podatkov z uporabo fizike v sledeh za njihovo razlago ... Matematika je bila še manj uporabna, nič več kot elementarni račun ... Napredna matematika nima nobene vloge v tej znanosti ...« Njegovo prvo delo je eksaktno opisalo tedanje podnebje na Zemlji in kako sončni žarki določajo temperaturo na zemeljskem površju po prehodu skozi ozračje. Prvi članek na to temo z naslovom Prispevek k matematični teoriji podnebja (Прилог теорији математске климе) je objavil v Beogradu 5. aprila 1912. Njegov naslednji članek na isto temo Porazdelitev Sončevega sevanja na Zemljini površini (О распореду сунчеве радијације на површини земље) je bil objavljen 5. junija 1913. Pravilno je izračunal jakost osončenosti in izboljšal matematično teorijo in pri tem opisal Zemljine podnebne pasove, in sicer je izvedel izračun osončenosti za posamezne vzporednike od ekvatorja (0°) do severnega in južnega tečaja (±90°).:43
Njegov glavni cilj je bil zgraditi celovito matematično točno teorijo, ki bo povezala toplotne razmere na planetih z njihovim gibanjem okrog Sonca. O tem je zapisal: »... takšna teorija nam bo omogočila preseči obseg neposrednega opazovanja, ne samo v vesolju, ampak tudi v času ... Možno bo rekonstruirati zemeljsko podnebje in njeno napoved, dala nam bo tudi prve zanesljive podatke o podnebnih razmerah na drugih planetih.« Po tem je začel iskati matematični model kozmičnega mehanizma, da bi pojasnil Zemljino podnebno in geološko preteklost. Leta 1914 je objavil delo na to temo z naslovom O vprašanju astronomskih teorij ledenih dob (O pitanju astronomskih teorija ledenih doba). Vendar kozmični mehanizem ni bil lahek problem. Potreboval je več kot dve desetletji, da je to astronomsko teorijo izpopolnil.
Istočasno je med Avstro-Ogrsko in Srbijo izbruhnila julijska kriza, ki je vodila v 1. svetovno vojno. 14. junija 1914 se je Milanković poročil s Hristino Tinko Topuzović, rojakinjo iz Šabca, prijateljico Delfe Ivanić. Nato sta se odpravila na medene tedne v njegovo rojstno vas Dalj. Ker je bil tedaj državljan Srbije, s katero je bila sedaj Avstro-Ogrska v vojni, so ga aretirali. Zaprli so ga v staro orožniško vojašnico, nato pa premestili v taborišče Neusiedl ob Nežiderskem jezeru. Svoj prvi dan v zaporu, kjer je čakal, da ga kot vojnega ujetnika odpeljejo v osiješko Tvrđo, je opisal z naslednjimi besedami:
Za mano so se zaprla težka železna vrata ... Vsedel sem se na posteljo, se ozrl naokrog in začel razmišljati o svojem novem družbenem položaju ... V ročnem kovčku, ki sem ga vzel s seboj, so bila moja že natisnjena ali pravkar načeta dela o mojem kozmičnem problemu; bilo je celo nekaj praznega papirja. Začel sem jih prelistavati, vzel v roke svoje zvesto pero, začel pisati in računati ... Po polnoči sem se ozrl po sobici in se spraševal, kje sem. Videti je bila kot prenočišče na mojem potovanju skozi vesolje.
| gš [°] | temperature [°C] | temperature [°C] |
| --- | ---------------- | ---------------- |
| | tla              | atmosfera        |
| 0 | −3               | −32              |
| 10 | −4               | −33              |
| 20 | −7               | −36              |
| 30 | −12              | −40              |
| 40 | −18              | −46              |
| 50 | −27              | −54              |
| 60 | −38              | −63              |
| 70 | −46              | −71              |
| 80 | −51              | −75              |
| 90 | −52              | −76              |
| {\displaystyle T_{\rm {sr.}}\!\,} | −17*             | −45**            |
| - * srednja temperatura celotnega Marsovega površja - ** srednja temperatura spodnjega sloja Marsove atmosfere |                  |                  |
| Razpredelnica srednjih letnih temperatur Marsa, objavljena v Milankovićevem delu Raziskovanje podnebja planeta Mars leta 1916. Ta razpredelnica je bila kasneje, leta 1920, objavljena za svetovno znanstveno skupnost v Parizu. V tem delu je Milanković teoretično opozoril na izjemno ostre podnebne razmere, ki preprečujejo obstoj tekoče vode na tem planetu. |                  |                  |

Njegova žena Hristina je odšla na Dunaj na pogovor s Czuberjem, ki je bil njegov mentor in dober prijatelj. Profesor Czuber je s pomočjo družbenih zvez dosegel Milankovićevo izpustitev iz taborišča in dovoljenje, da Milanković svoje ujetništvo preživi v Budimpešti s pravico do dela. Po šestih mesecih v taborišču je Milanković decembra 1914 prispel v Budimpešto, kjer se je moral enkrat tedensko javljati na policijski postaji.
Kmalu po prihodu se je srečal z direktorjem knjižnice Madžarske akademije znanosti Kolomanom von Szillyjem, ki je kot matematik Milankovića sprejel z vsem srcem in mu omogočil nemoteno delo tako v knjižnici kot na Centralnem meteorološkem inštitutu. V Budimpešti je Milanković preživel štiri leta, skoraj vso vojno. Še naprej se je zelo zavzeto ukvarjal s teorijo podnebja. Z matematično metodo se je ukvarjal s preučevanjem trenutnega podnebja notranjih planetov Osončja. Leta 1916 je objavil članek z naslovom Raziskovanje podnebja planeta Mars (Ispitivanje o klimi planeta Marsa). Izračunal je, da je povprečna temperatura v spodnjih plasteh Marsove atmosfere −45 °C (−49 °F), povprečna temperatura pri tleh pa −17 °C (1 °F). Zaključil je tudi naslednje: »Ta velika razlika med temperaturo tal in spodnjim slojem atmosfere ni nepričakovana. Zaradi velike prosojnosti Marsove atmosfere za Sončeve žarke je Marsovo podnebje zelo podobno višinskemu podnebju naše Zemlje, za katero so značilne tudi visoke temperature tal in nizke temperature zraka.« Sedaj je zanesljivo znano, da je povprečna temperatura tal −55 °C (−67 °F), vendar se temperatura tal in zraka na splošno razlikujeta. Vsekakor je teoretično dokazal, da ima Mars zelo ekstremno podnebje.:123
Poleg obravnavanja Marsa se je ukvarjal tudi s podnebnimi razmerami, ki prevladujejo na Merkurju in Veneri. Posebej pomembni so njegovi izračuni temperaturnih razmer na Luni. Vedel je, da en dan na Luni traja 15 zemeljskih dni in da je prav toliko dolga noč. Nato je izračunal, da temperatura tal na dnevni strani Lune opoldne doseže +100,5 °C. Izračunal je tudi, da je bila temperatura zgodaj zjutraj na Luni, oziroma preden se Sonce pokaže nad obzorjem −58 °C. Sedaj je zanesljivo znano, da dnevna temperatura na površini Lune doseže +108 °C, ponoči pa pade na −153 °C.
V Pešti se je decembra 1915 rodil Milutinov sin Vasilije (1915–2003), ki je umrl v Avstraliji in od katerega ima Milanković dva vnuka in pravnukinjo.
Po vojni se je Milanković z družino 19. marca 1919 vrnil v Beograd. Nadaljeval je profesorsko pot. Izvolili so ga za rednega profesorja za nebesno mehaniko na Filozofski fakulteti, Odlok o imenovanju pa je bil podpisan 29. septembra 1919. Med letoma 1912 in 1917 je objavil sedem znanstvenih člankov o matematični teoriji podnebja, tako na Zemlji kot na drugih planetih. Formuliral je točni numerični podnebni model z zmožnostjo rekonstrukcije preteklosti in napovedovanja prihodnosti ter vzpostavil astronomsko teorijo podnebja kot splošno matematično teorijo osončenosti. Ko so bili najpomembnejši problemi v teoriji rešeni in postavljeni trdni temelji za nadaljnje delo, je dokončal knjigo, ki je leta 1920 izšla pri založbi Gauthier-Villars v Parizu v francoščini, z naslovom Matematična teorija toplotnih pojavov, ki jih povzroča Sončevo sevanje (Théorie mathématique des phénomènes thermiques produits par la radiation solaire). Kmalu po objavi so meteorologi to delo prepoznali kot pomemben prispevek k preučevanju sodobnih podnebnih razmer. To delo je bilo tema pisemske korespondence med letoma 1924 in 1952 med Milankovićem in Vojislavom Miškovićem.
Dela Vilhelma Bjerknesa iz leta 1904 in Lewisa Fryja Richardsona iz leta 1922 predstavljajo temelj in pionirska dela, iz katerih se bo razvilo moderno numerično napovedovanje vremena. Milankovića so leta 1920 izvolili za dopisnega člana Srbske akademije znanosti.

#### O hitrosti svetlobe
Milanković je objavil dva članka o teoriji relativnosti. Prvi članek O teoriji Michelsonovega poskusa (O teoriji Michelsonova eksperimenta) je objavil leta 1912. S to teorijo se je raziskovalno ukvarjal do leta 1924 na Varićakovo pobudo.:212 Tega leta je objavil drugi članek O drugem postulatu posebne teorije relativnosti (О другом постулату специјалне теорије релативитета). Njegova članka sta obravnavala posebno teorijo relativnosti in oba članka Michelsonov poskus (sedaj znan kot Michelson-Morleyjev poskus), ki je zagotovil trdne dokaze proti teoriji etra. V luči Michelsonovega poskusa je razpravljal o veljavnosti drugega načela posebne teorije relativnosti, da je svetlobna hitrost enaka v vseh referenčnih sistemih. Vse do svoje smrti je ostal prepričan, da svetlobna hitrost v vesoljskih prostorih ne more biti konstantna. Zanimivo je, da se na prehodu iz 20. v 21. stoletje v znanosti vedno bolj uveljavlja izraz spremenljiva (variabilna) svetlobna hitrost. Prvi so o teoriji relativnosti na tem področju pisali Mihailo Petrović Alas, Sima Marković in Milanković.

#### Prenova julijanskega koledarja
Milanković je leta 1923 predlagal prenovo julijanskega koledarja. Bistvo njegovega predloga je, da so vsa prestopna leta deljiva s 4, brez sekularnih let, razen če pri deljenju z 900 dajo ostanek 200 ali 600 (2000, 2400, 2900, 3300, 3800 ... so sekularna, a vseeno prestopna leta). Po gregorijanskem koledarju so prestopna leta vsa leta, ki so deljiva s 4 brez sekularnih let, razen če pri deljenju s 400 ne dajo ostanka (400, 800, 1200, 1600, 2000, 2400, 2800, 3200, 3600, 4000 ... so sekularna, vendar še vedno prestopna leta).
Maja 1923 je kongres nekaterih vzhodnih pravoslavnih cerkva v Konstantinoplu sprejel koledar. Odstranili so razliko 13-ih dni (1.–13. oktobra 1923), nastalo od prvega nikejskega koncila leta 325 do 20. stoletja. Mnoge vzhodne pravoslavne cerkve pa so sprejele tudi spremenjeni algoritem prestopnega leta. Datumi velike noči in z njo povezanih praznikov bi se še naprej računali po julijanskem koledarju.
V času Milankovićevega predloga je obstajal dvom ali Zemljina vrtilna doba morda ni konstantna, vendar je bilo to mogoče dokazati in kvantificirati šele z razvojem kvarčnih in atomskih ur v začetku 1930-ih. Spremembe Zemljine vrtilne dobe so glavni vzrok za dolgoročno netočnost gregorijanskega in Milankovićevega koledarja.

#### Tirne spremembe in ledenodobni cikli
Milankovićeva dela o astronomskih razlagah ledenih dob, zlasti njegove krivulje osončenosti za zadnjih 130.000 let, sta podprla klimatolog Wladimir Köppen in geofizik Alfred Lothar Wegener.:58 Köppen je opozoril na uporabnost Milankovićeve teorije za paleoklimatološke raziskovalce. Milanković je 22. septembra 1922 prejel Köppnovo pismo, v katerem ga je prosil naj svoje raziskave razširi s 130.000 let na 600.000 let.
Strinjala sta se, da je poletna osončenost ključni dejavnik za podnebje. Potem ko je izpopolnil matematična orodja, ki so mu omogočila izračunavanje osončenosti na kateri koli zemljepisni širini in za kateri koli letni čas, je bil Milanković pripravljen začeti uresničevanje matematičnega opisa Zemljinega podnebja v preteklosti. Sto dni je porabil za izračune in pripravo diagrama sprememb Sončevega sevanja na zemljepisnih širinah 55°, 60° in 65° severno v zadnjih 650.000 letih. Menil je, da so te zemljepisne širine najobčutljivejše na spremembe toplotnega ravnovesja na Zemlji. Svoje rezultate je predstavil na Akademiji 13. novembra 1922 in jih objavil v Glasu SKA, da bi jih lahko navajali v Köppnovi in Wegenerjevi knjigi. Iz tistega časa izvira anekdota, ko ga je dober prijatelj in profesor geografije Jovan Cvijić vprašal: »Zakaj računaš temperaturne razmere na vrhu atmosfere, kakšen je namen?!«
Nastala krivulja prikazuje spremembe osončenosti, ki so odgovorne za nize ledenih dob. Köppen je bil prepričan, da je Milankovićev teoretični pristop k sončni energiji logičen pristop k reševanju problema. Njegova krivulja osončenosti je bila vključena v knjigo z naslovom Podnebja geološke preteklosti (Die Klimate der geologischen Vorzeit), ki sta jo leta 1924 objavila Köppen in njegov zet Wegener.
Milanković je v središče svoje teorije postavil Sonce kot edini vir toplote in svetlobe v Osončju. Upošteval je tri ciklična gibanja Zemlje: tirno izsrednost (100.000-letni cikel – Johannes Kepler, 1609), nagib vrtilne osi (41.000-letni cikel – od 22,1° do 24,5°; trenutni nagib Zemljine vrtilne osi je 23,5° – Ludwig Pilgrim, 1904) in osno precesijo (24.000-letni cikel – Hiparh, 130 pr. n. št.). Vsak cikel ima ločeno časovno obdobje, v katerem planet prejme točno določene količine sončne energije. Takšne spremembe geometrije med gibanjem vodijo do sprememb osončenosti na zemljepisnih širinah – prispela sončna toplotna energija pada s kvadratom razdalje. Te tirne spremembe, na katere vpliva gravitacije Lune, Sonca, Jupitra in Saturna, tvorijo osnovo Milankovićevih ciklov.:29 Njegov izvirni prispevek k nebesni mehaniki se imenuje Milankovićev sistem vektorskih elementov planetarnih tirov. Zreduciral je šest Lagrange-Laplacevih eliptičnih elementov na dva vektorja, ki določata mehaniko gibanja planetov. Prvi določa tirno ravnino planeta, smer vrtenja planeta in parameter tirne elipse; drugi podaja os tira v njegovi ravnini in tirno izsrednost. Z uporabo teh vektorjev je bistveno poenostavil izračun in neposredno pridobil vse formule klasične teorije sekularnih motenj. Na preprost, vendar izviren način, je iz Keplerjevih zakonov prvi izpeljal Newtonov splošni gravitacijski zakon. Nato je obravnaval probleme dveh in več teles nebesne mehanike. Sprejel je in popravil Le Verrierjev in Stockwellov izračun z uporabo novejših in točnejših vrednosti za mase planetov v Osončju.
Srbska kraljeva akademija (SKA) je Milankovića 7. marca 1920 v starosti 41 let izvolila za dopisnega člana.:42 V času sprejetja za dopisnega člana je bil predsednik Akademije Jovan Žujović (1856–1936). 25. junija 1923 ga je kralj Aleksander I. Karađorđević odlikoval z redom svetega Save tretjega reda za njegov prosvetni prispevek.:58 Milankovića so izvolili za rednega člana SKA pri 46 letih, 14. maja 1925.:49 Meteorološka služba Kraljevine Jugoslavije je po njegovi zaslugi postala polnopravna članica Mednarodne meteorološke organizacije (IMO), ustanovljene leta 1853 v Bruslju in leta 1873 na Dunaju, kot predhodnice sedanje Svetovne meteorološke organizacije (WMO), ustanovljene leta 23. marca 1950. Tam je vrsto let zastopal Jugoslavijo.
14. decembra 1926 je Köppen Milankoviću predlagal, naj svoje izračune razširi na milijon let in rezultate pošlje Barthelu Eberlu, ki je raziskoval donavsko porečje in zaporedje poledenitve v severnem (švabskem) predgorju Alp. Eberlova raziskava je pokazala podatke o pojavu poledenitve tudi pred 650.000 leti. Eberl je svoje ugotovitve objavil v Augsburgu leta 1930, skupaj z Milankovićevimi krivuljami.
Med letoma 1925 in 1928 je Milanković napisal poljudnoznanstveno knjigo Skozi vesolje in stoletja (Кроз васиону и векове) v obliki pisem anonimni mladi dami.:109 Delo pripoveduje o zgodovini astronomije, klimatologiji in znanosti nasploh skozi niz izmišljenih obiskov avtorja in njegovega neimenovanega prijatelja različnih točk v vesolju in času, ki vključujejo nastanek Zemlje, nato obiske starodavnih civilizacij, slavnih antičnih in renesančnih mislecev ter njihovih dosežkov in dela njegovih sodobnikov, Köppna in Wegenerja. Milanković v svojih »pismih« pojasnjuje svojo astronomsko teorijo podnebja in na poenostavljen način opisuje kompleksne probleme nebesne mehanike.
Milanković je nato napisal uvodni del v obsežnem delu Priročnik klimatologije (Handbuch der Klimatologie) z naslovom Matematična znanost o podnebju in astronomska teorija podnebnih sprememb (Mathematische Klimalehre und Astronomische Theorie der Klimaschwankungen), ki sta ga izdala Köppen in Geiger leta 1930 v nemščini (prevedeno v ruščino leta 1939). Leta 1935 je izdal knjigo Nebesna mehanika (Небеска механика). Ta učbenik sistematično uporablja vektorski račun za reševanje problemov nebesne mehanike.
Od leta 1933 do 1940 je bil Milanković član izpitne komisije za državni izpit iz predmeta Mehanika neba za osebje Astronomskega observatorija Beograd. Od leta 1936 do 1939 je bil predsednik prvega Nacionalnega odbora za astronomijo, s pomočjo katerega je Jugoslavija postala članica Mednarodne astronomske zveze. 20. decembra 1938 je bil Milanković odlikovan z redom jugoslovanske krone tretjega razreda, ki mu ga je podelil kralj Peter II.:71 Na predlog Stjepana Mohorovičića in Vojislava Grujića je bil na letni skupščini Jugoslovanskega astronomskega društva (sedaj Astronomsko društvo Ruđer Bošković) 20. januarja 1940 izvoljen za častnega člana.
V letih od 1935 do 1938 se je Milanković ukvarjal z izračunavanjem v kolikšni meri se bodo ledene odeje odzvale na določeno spremembo osončenosti. Uspelo mu je vzpostaviti matematično zvezo med poletno osončenostjo in nadmorsko višino snežne meje ter tako določiti povečanje snežne odeje, ki bi sledilo kot posledica katere koli dane spremembe v poletni osončenosti. Svoje rezultate je objavil leta 1937 v članku Novi rezultati astronomske teorije podnebnih sprememb (Нови резултати астрономске теорије климатских промена).:118 Geologi so pridobili grafikon, iz katerega so lahko izpeljali mejne višine ledenih odej za kateri koli čas v zadnjih 600.000 letih.:118 To teorijo sta kasneje izpopolnila André Berger in Jacques Laskar.

#### Gibanje polov
Med pogovorom z Wegenerjem, utemeljiteljem teorije premikanja celin, se je Milanković začel zanimati za samo notranjost Zemlje in gibanje polov.:276:56 Wegenerju je obljubil, da bo raziskal pot vrtilnih polov. Novembra 1929 je prejel povabilo profesorja Bena Gutenberga iz Darmstadta, da sodeluje pri obsežnem priročniku o geofiziki v desetih zvezkih (Handbuch der Geophysik) in objavi svoj pogled na problem sekularnih sprememb Zemljinih vrtilnih polov. V svojem znanstvenem delu je Wegener predstavil številne empirične dokaze, ki so govorili v prid 'velikih dogodkov' v Zemljini preteklosti (premikanje celin). Ena glavnih ugotovitev, ki je posebej skrbela Wegenerja in nato Milankovića, pa je bilo odkritje velikih zalog premoga na otočju Spitsbergov v Arktičnem oceanu, ki ne bi mogle nastati na sedanjih zemljepisnih širinah teh otokov. Medtem je Wegener zaradi podhladitve ali srčnega popuščanja novembra 1930 umrl med četrto odpravo na Grenlandijo. Milanković se je prepričal, da celine 'lebdijo' na nekoliko tekoči podlogi in da lege celinskih mas glede na vrtilno os vplivajo na centrifugalne vztrajnostne sile, ki lahko spravijo Zemljino os iz ravnovesja in jo premaknejo. Wegenerjeva tragedija ga je dodatno motivirala, da je vztrajal pri reševanju problema gibanja polov.:276
V obdobju od 1930 do 1933 se je Milanković ukvarjal s problemom numeričnega sekularnega gibanja vrtilnih polov. Zemljo kot celoto je kot nebesno telo obravnaval kot tekoče telo, ki se ob kratkotrajnem delovanju sil obnaša kot trdno telo (podobno kot nenewtonska tekočina), pod določenimi vplivi pa tudi kot prožno telo. S pomočjo vektorske analize je izdelal matematični model Zemlje, ki mu je služil za izdelavo teorije o sekularnem premikanju Zemljinih polov. Izpeljal je enačbo sekularne poti Zemljinega pola in enačbo gibanja pola vzdolž te poti. Enačbi sta v znanosti znani tudi kot Milankovićev izrek. Ti enačbi sta ga pripeljali do določitve 25 najbolj značilnih točk lege Zemljinega pola na poti za obe polobli. Ta matematični izračun ga je pripeljal do 16 pomembnih točk iz preteklosti, ki predstavljajo zgodnja izhodišča raziskovanja, 8 točk pa predstavlja prihodnje lege raziskovanj vrtilnega pola. Narisal je karto poti Zemljinih polov za zadnjih 300 milijonov let in ugotovil, da se spremembe dogajajo v intervalu od 5 milijonov let (najmanj) do 30 milijonov let (največ).:85 Menil je, da je sekularna pot polov odvisna samo od konfiguracije Zemljinega zgornjega plašča in trenutne lege pola na njem, oziroma točneje od geometrije Zemljine mase. Na tej podlagi je lahko izračunal sekularno pot pola. Poleg tega se na podlagi Milankovićevega modela celinski bloki pogrezajo v svojo osnovno »utekočinjeno« podlogo in drsijo naokoli, 'da bi dosegli' izostatično ravnovesje. V zaključku o tem problemu je zapisal: »Za nezemeljskega opazovalca se premik pola zgodi tako, da ... Zemljina os ohranja svojo smer v prostoru, njena skorja pa se premakne na svoji podlogi.« Leta 1932 je v Beogradu objavil svoje delo z naslovom Numerični izračun sekularne poti Zemljinih vrtilnih polov (Нумеричко израчунавање секуларне путање земљиних полова ротације). Leta 1933 je objavil članek, posvečen Alfredu Wegenerju in njegovemu delu, z naslovom O premikanju Zemljinih polov : Spomin na Alfreda Wegenerja (О померању Земљиних полова : Успомена на Алфреда Вегенера).:277
Istočasno je napisal štiri poglavja na 308 straneh za priročnik o geofiziki (Handbuch der Geophysik), ki ga je leta 1933 uredil Gutenberg, izdal pa Köppen. Poglavja so imela naslednje naslove: Lega in gibanje Zemlje v vesolju, Vrtenje Zemlje, Sekularna premikanja polov in Astronomska sredstva za raziskovanje podnebja v Zemljini preteklosti. Na Kongresu balkanskih matematikov v Atenah leta 1934 je imel predavanje o navideznem premikanju polov.
Milankovićevo delo o poti polov so na začetku dobro sprejeli le Köppnovi sodelavci, saj je bil večji del znanstvene skupnosti skeptičen tako do Wegenerjeve kot do Milankovićeve stare in nove teorije. Vendar pa so kasneje v 1950-ih in 1960-ih zaradi razvoja nove znanstvene discipline v geofiziki, znane kot paleomagnetizem, prišli do ključnih dokazov na podlagi preučevanja zapisov Zemljinega magnetnega polja, ohranjenih v različnih magnetnih mineralih v geološkem času, ter geomagnetnega obrata in poti polov.:52–62 Paleomagnetne dokaze so uporabili za oživitev teorije premikanja celin in njeno preoblikovanje v teorijo tektonike plošč v 1960-ih in 1970-ih. Prav tako je za razliko od Milankovićeve linearne poti polov paleomagnetizem rekonstruiral poti polov v geološki zgodovini, kar je pokazalo nelinearnost poti. Treba pa se je zavedati, da je imel Milanković v svojem času edini zanesljiv empirični dokaz za umerjanje svoje matematične metode obdobje karbona, geološkega obdobja, ko so nastale sedanje plasti premoga.

### Starejša leta
Da bi zbral svoja znanstvena dela o teoriji Sončevega sevanja, ki so bila v številnih knjigah in člankih, je leta 1939 začel svoje življenjsko delo. Ta obsežna knjiga je bila objavljena v nemščini z naslovom Kanon Zemljinega osončevanja in njegova uporaba pri problemu ledenih dob. Zajema njegova skoraj tri desetletja raziskovanja, vključno z velikim številom formul, izračunov in diagramov, ter povzema tudi splošne zakone, s pomočjo katerih je mogoče pojasniti ciklične podnebne spremembe in spremljajočih 11 ledenih dob, kar je kasneje postalo eponim – Milankovićevi cikli.
Kanon je urejal in pisal dve leti. Besedilo je šlo v tisk 2. aprila 1941 – štiri dni pred napadom nacistične Nemčije in njenih zaveznikov na Kraljevino Jugoslavijo. Med bombardiranjem Beograda 6. aprila 1941 je bila uničena tiskarna, v kateri so delo začeli tiskati, vendar je večina listov ostala nepoškodovanih v skladišču. Po uspešni zasedbi Srbije sta se 15. maja 1941 dva nemška častnika in študenta geologije, ki sta prispela v Beograd na poti na Bližnji vzhod, ustavila pri Milankoviću in mu prinesla pozdrave profesorja Wolfganga Soergela iz Freiburga. Milanković jima je izročil edini popolnoma novonatisnjeni Kanon, da bi ga odnesla Soergelu in bi se tako ohranil. Milanković med okupacijo ni sodeloval pri delu univerze, po vojni pa so ga ponovno imenovali za profesorja.
Kanon je leta 1941 izdala Srbska kraljeva akademija na 626 straneh v kvartu in v nemščini Kanon der Erdbestrahlung und seine Anwendung auf das Eiszeitenproblem. Naslovi šestih poglavij knjige so:
1. Gibanje planetov okrog Sonca in njihove medsebojne motnje
2. Vrtenje Zemlje
3. Sekularno premikanje Zemljinih vrtilnih polov
4. Zemljino osončevanje in njegove sekularne spremembe
5. Povezava med osončevanjem in temperaturo Zemlje ter temperaturo njenega ozračja. Matematična teorija podnebja
6. Ledena doba, njen mehanizem, struktura in kronologija

Po nekaterih podatkih je bil Milanković med skupino intelektualcev, ki so podpisali Apel srbskemu narodu, in ga je avgusta 1941 objavil časnik Novo vreme. Vendar pa je v njegovi uradni biografiji naveden uradni podatek Univerze v Beogradu, da je bil profesor Milanković eden redkih profesorjev te univerze, ki tega dokumenta ni hotel podpisati. Med nemško okupacijo od 1941 do 1944 se je Milanković umaknil iz javnega življenja in se odločil napisati »zgodovino svojega življenja in dela«, ki bi presegla znanstvene teme, vključno z osebnim življenjem in ljubeznijo njegovega očeta, ki je umrl v njegovi mladosti. Njegova avtobiografija je izšla po vojni z naslovom Spomini, doživetja in spoznanja (Успомене, доживљаји и сазнања) leta 1952 in 1957.

#### Zgodovina znanosti
Po vojni so Milankovića za tri mandate v obdobju od 1948 do 1958 izvolili za podpredsednika Srbske akademije znanosti. Od leta 1948 do 1951 je bil deveti predstojnik Astronomskega observatorija Beograd.:43–51 Leta 1948 je postal član in soustanovitelj Komisije 7 za nebesno mehaniko Mednarodne astronomske zveze, ko je ta ustanova po vojni obnavljala svojo dejavnost. Istega leta so ga sprejeli za člana italijanskega paleontološkega inštituta. Novembra 1954, petdeset let po zagovoru doktorske disertacije, je prejel zlato diplomo doktorja tehniških znanosti tedanje Tehniške visoke šole na Dunaju. Leta 1955 so ga izvolili za dopisnega člana Nemške akademije naravoslovcev Leopoldina iz Halleja na Saškem - Anhaltu.
Približno v istem času je začel pisati in objavljati številne poljudnoznanstvene knjige o zgodovini znanosti, med njimi: Isaac Newton in Newtonova Načela  (Исак Њутн и Њутнова Принципија, 1946), Utemeljitelji naravoslovnih znanosti : Pitagora – Demokrit – Aristotel – Arhimed (Оснивачи природних наука : Питагора – Демокритос – Аристотелес – Архимедес, 1947), Zgodovina astronomske znanosti od njenih začetkov do leta 1727 (Историја астрономске науке од њених првих почетака до 1727, 1948), Skozi kraljestvo znanosti : podobe iz življenja velikih znanstvenikov(Кроз царство наука : слике из живота великих научника, 1950), Dvaindvajset stoletij kemije (Двадесет два века хемије, 1953) in Tehnika v teku davnih stoletjih (Техника у току давних векова, 1955).
V obdobju od leta 1927 do svoje smrti je živel v Profesorski koloniji v Beogradu.
Po več desetletjih dela se je leta 1955 upokojil z mesta profesorja nebesne mehanike na Filozofski fakulteti v Beogradu.
Njegove znanstvene teorije v času njegovega življenja niso v celoti sprejeli, ampak šele kasneje. Pričakoval je vsesplošno priznanje svojega znanstvenega dela na znanstvenem kongresu v Rimu leta 1953, a je bil razočaran.

#### Zadnja leta
Leta 1958 ga je zadela možganska kap in 12. decembra je umrl v Beogradu, kjer so ga tudi pokopali.:132 Zapustil je oporoko, da se njegovi posmrtni ostanki prenesejo v Dalj, kar se je tudi zgodilo leta 1966, ko so jih prenesli in pokopali na tamkajšnjem pravoslavnem pokopališču.

### Zapuščina
Po njegovi smrti je večina znanstvene javnosti oporekala njegovi »astronomski teoriji« in ni več priznavala rezultatov njegovih raziskav. Toda deset let po njegovi smrti in petdeset let po prvi objavi so Milankovićevo teorijo spet začeli obravnavati. Njegovo knjigo je iz nemščine v angleščino prevedel Izraelski program za znanstvene prevode leta 1969 z naslovom Canon of Insolation of the Ice-Age Problem, izdala pa sta jo Ministrstvo za trgovino ZDA in Nacionalna znanstvena fundacija v Washingtonu. Pred tem je Cesare Emiliani leta 1955 na Univerzi v Chicagu naredil pomemben preboj, ko je po raziskavah globokomorskih jeder odkril, da nihanja v sestavi foraminifer predstavljajo dokaz vsaj sedmih medledenih obdobij.:149
Na začetku je do priznanja prišlo zelo počasi, kasneje pa se je teorija izkazala za pravilno. Leta 1972 je Anandu Verneker z Univerze Marylanda v College Parku izračunal, kako sta se geometrija Zemljinega tira in jakost osončenosti spremenili v zadnjih 2 milijonih let in kako se bosta spremenili v naslednjih 100 tisoč letih.:215 Sodelavci projekta CLIMAP (Climate: Long range Investigation, Mapping, and Prediction) – James D. Hays, John D. Imbrie in Nicholas John Shackleton – so končno končali razpravo in dokazali Milankovićeve cikle.:215 Leta 1972 so znanstveniki iz vzorcev usedlin z dna Indijskega oceana dokončali časovno lestvico podnebnih dogodkov v zadnjih 700.000 letih, nato pa analizirali vzorce jeder in štiri leta kasneje prišli do zaključka, da se je podnebje v zadnjih 500.000 letih spremenilo odvisno od nagiba Zemljine vrtilne osi in precesije. Nov večji projekt iz leta 1988, imenovan COHMAP (Cooperative Holocene Mapping Project), je rekonstruiral vzorce globalnih podnebnih sprememb v zadnjih 18.000 letih in znova se je pokazalo, da imajo astronomski dejavniki ključno vlogo. Projekt SPECMAP (Spectral Mapping Project) iz leta 1989 je pokazal, da podnebne spremembe nastanejo zaradi sprememb Sončevega sevanja v vsakem od teh treh astronomskih ciklov.
Leta 1999 so dokazali, da razlike v izotopski sestavi kisika v usedlinah z dna oceana sledijo Milankovićevi teoriji. Obstajajo še druge, novejše raziskave, ki kažejo na veljavnost izvirne Milankovićeve teorije. Čeprav so tirne sile podnebnih sprememb dobro sprejete, še vedno razpravljajo o podrobnostih o tem, kako tirna gibanja vodijo do sprememb osončenosti in s tem podnebja samega.

## Priznanja
Leta 1983 je v ameriški zvezni državi New York, na Zemeljskem observatoriju Lamont-Doherty Univerze Columbia, potekalo mednarodno znanstveno srečanje z naslovom Milanković in podnebje, s katerim so se močno poklonili njegovemu znanstvenemu prispevku.:7 V Perugii, Italija so leta 1988 organizirali znanstveno srečanje z naslovom Ciklostratigrafija. Na njem so uradno promovirali novo raziskovalno metodo, katere osnova so Milankovićevi cikli osončenosti in, ki v ritmičnih spremembah kamninskih plasti zaznava hladnejše in toplejše cikle, skozi katere je šla Zemlja.
Pred Univerzo v Novem Sadu so leta 1995 postavili spominski doprsni kip Milutina Milankovića. Skulptura je delo ljubiteljskega kiparja, zdravnika dr. Jokanovića. NASA je Milankovića v svoji izdaji »Na ramenih velikanov« uvrstila med petnajst največjih umov vseh časov na področju geoznanosti.
Zavod za udžbenike i nastavna sredstva iz Beograda je v sodelovanju z Muzejem znanosti in tehnike SANU leta 1977 izdal Izbrana dela Milutina Milankovića (Izabrana dela Milutina Milankovića). Spominski doprsni kip Milutina Milankovića so slovesno odkrili leta 2001 pred Geomagnetnim inštitutom v Grocki. Skulptura je delo Drinke Radovanović. Njegova podoba je od leta 2011 na bankovcu za 2000 srbskih dinarjev, leta 2004 pa tudi na poštni znamki nekdanje državne skupnosti Srbije in Črne gore.
20. junija 2016 so na dvorišču Milankovićeve rojstne hiše v Dalju slovesno odkrili spominski doprsni kip Milutina Milankovića. Doprsni kip sta odkrila srbski premier Aleksandar Vučić in hrvaška predsednica Kolinda Grabar Kitarović. V Parku Milutina Milankovića na Vračarju pred Zgradbo prvega srbskega observatorija v Beogradu so 26. junija 2017 slovesno odkrili spomenik Milutinu Milankoviću. Spomenik so odkrili minister za kulturo in informiranje Vladan Vukosavljević, mestni menedžer Goran Vesić in predsednik Društva Milutin Milanković Slavko Maksimović. Spomenik je delo akademskega kiparja Zorana Ivanovića.
20. avgusta 2017 so v Srbskem kulturnem vrtu v Rockefellerjevem parku v Clevelandu, Ohio, ZDA slovesno odkrili spominski doprsni kip Milutina Milankovića. Skulptura je delo akademskega kiparja Ivana Felkerja.

### Nagrade
Leta 1923 je bil odlikovan z redom svetega Save in leta 1938 z redom jugoslovanske krone.

### Poimenovanja
V čast njegovim dosežkom v astronomiji so leta 1965 po uspešnih sovjetskih odpravah, ki so izvedle slikanje oddaljene strani Lune, znanstveniki Sovjetske akademije znanosti udarni krater na oddaljeni strani Lune poimenovali Milanković (koordinati: +170°, +77°). To odločitev so potrdili na 14. generalni skupščini Mednarodne astronomske zveze leta 1970, ki je potekala v Brightonu, Združeno kraljestvo. Po njem se imenuje tudi krater na Marsu (koordinati: +147°, +55°). To odločitev so sprejeli na 15. generalni skupščini IAU leta 1973 v Sydneyju, Avstralija.:128–129
Asteroid glavnega pasu se imenuje po njem 1605 Milanković (1605 Milankovitch), sprva pa je imel uradno oznako 1936 GA. Odkril ga je astronom Petar Đurković z beograjskega observatorija leta 1936.:125 Na predlog observatorija ga je Mednarodna astronomska zveza leta 1979, ob 100. obletnici Milankovićevega rojstva, preimenovala v sedanje ime.:126 Na tisoče teh nebesnih teles se najde v pasu med Jupitrom in Marsom. Prav tako sta ameriška znanstvenika John D. Imbrie in Catherine Palmer Imbrie ob 100. obletnici Milankovićevega rojstva izdala knjigo z naslovom Ledene dobe: Reševanje skrivnosti (Ice Ages: Solving the Mystery), v kateri sta v celoti priznala Milankovićevo teorijo. Knjigo so leta 1981 prevedli in izdali v srbščini.
Od leta 1993 Evropska geoznanstvena zveza (od leta 2003 imenovana EGU) za prispevke na področju dolgoročnih podnebnih sprememb in modeliranja podeljuje medaljo Milutina Milankovića.
Nekdanji Tretji bulevar v Novem Beogradu so poimenovali Bulevar Milutina Milankovića.:9
Obstaja pobuda za ustanovitev muzeja, posvečenega njegovemu delu v Beogradu. Geološka in hidrometeorološka šola »Milutin Milanković« v Beogradu je leta 1988 dobila ime po njem.

### Patenti
V spodnji razpredelnici je prikazanih osem patentov, ki se jih lahko pripiše Milutinu Milankoviću.
| Patenti Milutina Milankovića | Patenti Milutina Milankovića                                                                          | Patenti Milutina Milankovića                                                              | Patenti Milutina Milankovića                                                                                  | Patenti Milutina Milankovića | Patenti Milutina Milankovića | Patenti Milutina Milankovića |
| Št.                          | Naziv patenta                                                                                         | Naziv patenta                                                                             | Naziv patenta                                                                                                 | Čas in kraj                  | Čas in kraj                  | Številka patenta             |
| Št.                          | Izvirni naziv                                                                                         | Naziv, preveden v slovenščino                                                             | Naziv, preveden v angleščino                                                                                  | Datum                        | Ozemlje                      | Številka patenta             |
| ---------------------------- | --- | ----------------------------------------------------------------------------------------- | --- | ---------------------------- | ---------------------------- | ---------------------------- |
| 1                            | nemško Eisenbetondecke                                                                                | Strop iz armiranega betona                                                                | Reinforced concrete ceiling                                                                                   | 17. junij 1905               | Avstro-Ogrska                | AT 25292 B                   |
| 2                            | nemško Eisenbetondecke mit Sclifrohrbündeleinlage                                                     | Armiranobetonski strop s toplotno izolacijo iz bal trstike, slame ali podobnega materiala | The ceiling of reinforced concrete, insulated by bales cane, straw or similar material for thermal insulation | 23. december 1907            | Avstro-Ogrska                | AT 36916 B                   |
| 3                            | madžarsko Gép kötegeknek sásból, nádból, szalmából és hasonló anyagokból való elöállitására           | Stroj za proizvodnjo baliranega trsa, slame ali podobnega materiala za toplotno izolacijo | The machine for the production of baled cane, straw or similar material for thermal insulation                | 4. april 1908                | Madžarska                    | HU 43572 B                   |
| 4                            | nemško Verfahren zur Herstellung hohler Eisenbetondecken mit ebener Untersicht mittels Schablonen     | Postopek izdelave votlih armiranobetonskih plošč                                          | Production of hollow reinforced-concrete slabs                                                                | 16. junij 1908               | Avstro-Ogrska                | AT 42720 B                   |
| 5                            | francosko Machine pour la confection de paquets de roseaux, pailles, cannes et substances seblables   | Stroj za proizvodnjo baliranega trsa, slame ali podobnega materiala za toplotno izolacijo | The machine for the production of baled cane, straw or similar material for thermal insulation                | 15. avgust 1908              | Francija                     | FR 390283 A                  |
| 6                            | angleško Production of hollow reinforced-concrete slabs                                               | Postopek izdelave votlih armiranobetonskih plošč                                          | Production of hollow reinforced-concrete slabs                                                                | 15. junij 1909               | ZDA                          | US 940041 A                  |
| 7                            | nemško Falszerkezet                                                                                   | Betonski zid                                                                              | Concrete wall                                                                                                 | 28. maj 1918                 | Madžarska                    | HU 73734 B                   |
| 8                            | srb.-hrv.-sl. Protivaeroplansko topovsko zrno Protuavionsko topovsko zrno Protiletalsko topovsko zrno | Protiletalsko topovsko zrno                                                               | Anti-aircraft cannon ball                                                                                     | 11. maj 1933                 | Kraljevina Jugoslavija       | YU 10929 B                   |

Legenda:      Izum Milutina Milankovića     Izum Milutina Milankovića in Theodora Kreutza     Analog patenta HU 43572 B     Analog patenta AT 42720 B
Opombe:

1. 1 2 3 4 5  esp@cenet — Podatkovna baza Evropskega patentnega urada (angleško Database of the European Patent Office)
2. 1 2  E-register Madžarskega urada za intelektualno lastnino (angleško E-Register of Hungarian Intellectual Property Office)
3. ↑  Papirnata patentna podatkovna baza Zavoda za intelektualno lastnino Republike Srbije (angleško Paper patent database of the Intellectual Property Office of the Republic of Serbia)

### Zanimivosti
- Milanković je izdelal najtočnejši koledar doslej. Dolžina tropskega leta je 365 dni, 5 ur, 48 minut in 46 sekund, Milanković pa je dosegel točnost 365 dni, 5 ur, 48 minut in 48 sekund.[102][103] Osnova Milankovićevega koledarja je rešitev, ki jo je ponudil Maksim Trpković (1864–1924), profesor matematike, fizike, kozmografije in mineralogije na beograjskih srednjih šolah.[102] Odstopanje tega koledarja od astronomskega leta je 2,75 s.
- Milanković nikoli ni sprejel Einsteinove teorije relativnosti, a je bilo tako tudi z mnogimi drugimi znanstveniki tistega časa.
- po Milankoviću so poimenovali udarni krater na oddaljeni strani Lune z velikostjo 34 km, nato krater na Marsu s premerom 118 km in asteroid glavnega pasu 1605 Milanković (1605 Milankovitch).
- NASA je uvrstila Milankovića med 10 največjih znanstvenikov, ki so preučevali Zemljo.[88]
- za razliko od Nikole Tesle ali Mihajla Pupina svetovne slave ni dosegel v največjih svetovnih središčih, ampak je svoje znanstvene teorije delal v sobici v Stavbi kapetana Miše na beograjski univerzi, pri čemer je uporabljal le papir, svinčnik, logaritemsko računalo in logaritemske tabele.
- Milanković je glavni »krivec«, ki je dokazal, da na Marsu civilizirano življenje ne more obstajati, saj je s svojimi izračuni pokazal, da so tam temperature prenizke, da bi življenje v takšni obliki obstajalo.[103]
- Milanković je prvi srbski doktor tehniških znanosti z doktoratom leta 1904.[77]
- Milanković je najbolj citiran srbski znanstvenik vseh časov.[102][103]
- zadnje besedilo, ki ga je napisal Milanković, ni bila znanstvena razprava, ampak esej o pesmi »Smrt Marka Kraljeviča«, ki ga je več desetletij hranil Arhiv SANU. Objavili so ga leta 2009.[104]
- leto 2010 je bilo Milankovićevo leto, ki ga je ob njegovi 130. obletnici rojstva razglasil UNESCO.

## Družina
| \| \| \| \| \| \| \| \| \| \| \| \| \| \| \| \| \| Milanko Milanković \| \| \| \| \| \| \| \| \| \| \| \| \| \| \| \| \| \| \| \| \| \| \| \| \| \| \| \| \| \| \| \| \| \| \| \| \| \| \| \| \| \| \| \| \| \| \| \| \| \| \| \| \| \| \| \| \| \| \| \| \| \| \| \| \| \| \| \| \| \| \| \| \| \| \| \| \| \| Todor Milanković \| \| \| \| \| \| \| \| \| \| \| \| \| \| \| \| \| \| \| \| \| \| \| \| \| \| \| \| \| \| \| \| \| \| \| \| \| \| \| \| \| \| \| \| \| \| \| \| \| \| \| \| \| \| \| \| \| \| \| \| \| \| \| \| \| \| Paja Muačević \| Paja Muačević \| Paja Muačević \| Paja Muačević \| Paja Muačević \| Paja Muačević \| \| \| \| \| \| \| Antonije Milanković (1806–?) \| Antonije Milanković (1806–?) \| Antonije Milanković (1806–?) \| Antonije Milanković (1806–?) \| Antonije Milanković (1806–?) \| Antonije Milanković (1806–?) \| \| \| \| \| \| \| \| \| \| \| \| \| \| \| \| \| \| \| \| \| \| Paja Muačević \| Paja Muačević \| Paja Muačević \| Paja Muačević \| Paja Muačević \| Paja Muačević \| \| \| \| \| \| \| Antonije Milanković (1806–?) \| Antonije Milanković (1806–?) \| Antonije Milanković (1806–?) \| Antonije Milanković (1806–?) \| Antonije Milanković (1806–?) \| Antonije Milanković (1806–?) \| \| \| \| \| \| \| \| \| \| \| \| \| \| \| \| \| \| \| \| \| \| Jelisaveta Muačević Milanković[b] (1857–1915) \| Jelisaveta Muačević Milanković[b] (1857–1915) \| Jelisaveta Muačević Milanković[b] (1857–1915) \| Jelisaveta Muačević Milanković[b] (1857–1915) \| Jelisaveta Muačević Milanković[b] (1857–1915) \| Jelisaveta Muačević Milanković[b] (1857–1915) \| \| \| \| \| \| \| Milan Milanković (1845–1885) \| Milan Milanković (1845–1885) \| Milan Milanković (1845–1885) \| Milan Milanković (1845–1885) \| Milan Milanković (1845–1885) \| Milan Milanković (1845–1885) \| \| \| \| \| \| \| \| \| \| \| \| \| \| \| \| \| \| \| \| \| \| Jelisaveta Muačević Milanković[b] (1857–1915) \| Jelisaveta Muačević Milanković[b] (1857–1915) \| Jelisaveta Muačević Milanković[b] (1857–1915) \| Jelisaveta Muačević Milanković[b] (1857–1915) \| Jelisaveta Muačević Milanković[b] (1857–1915) \| Jelisaveta Muačević Milanković[b] (1857–1915) \| \| \| \| \| \| \| Milan Milanković (1845–1885) \| Milan Milanković (1845–1885) \| Milan Milanković (1845–1885) \| Milan Milanković (1845–1885) \| Milan Milanković (1845–1885) \| Milan Milanković (1845–1885) \| \| \| \| \| \| \| \| \| \| \| \| \| \| \| \| \| \| \| \| \| \| \| \| \| \| \| \| \| \| \| \| \| \| \| \| \| \| \| \| \| \| \| \| \| \| \| \| \| \| \| \| \| \| \| \| \| \| \| \| \| \| \| \| \| \| \| Milutin Milanković (1879–1958) \| Milutin Milanković (1879–1958) \| Milutin Milanković (1879–1958) \| Milutin Milanković (1879–1958) \| Milutin Milanković (1879–1958) \| Milutin Milanković (1879–1958) \| \| \| \| \| \| \| Hristina Tinka Topuzović (1884–1961) \| Hristina Tinka Topuzović (1884–1961) \| Hristina Tinka Topuzović (1884–1961) \| Hristina Tinka Topuzović (1884–1961) \| Hristina Tinka Topuzović (1884–1961) \| Hristina Tinka Topuzović (1884–1961) \| \| \| \| \| \| \| \| \| \| \| \| \| \| \| \| \| \| \| \| \| \| Milutin Milanković (1879–1958) \| Milutin Milanković (1879–1958) \| Milutin Milanković (1879–1958) \| Milutin Milanković (1879–1958) \| Milutin Milanković (1879–1958) \| Milutin Milanković (1879–1958) \| \| \| \| \| \| \| Hristina Tinka Topuzović (1884–1961) \| Hristina Tinka Topuzović (1884–1961) \| Hristina Tinka Topuzović (1884–1961) \| Hristina Tinka Topuzović (1884–1961) \| Hristina Tinka Topuzović (1884–1961) \| Hristina Tinka Topuzović (1884–1961) \| \| \| \| \| \| \| \| \| \| \| \| \| \| \| \| \| \| \| \| \| \| \| \| \| \| \| \| \| \| \| \| \| \| \| \| \| \| \| \| \| \| \| \| \| \| \| \| \| \| \| \| \| \| \| \| \| \| \| \| \| \| \| \| \| \| \| Vasilije Milanković (1915–2003) \| \| \| \| \| \| \| \| \| \| \| \| \| \| \| \| \| \| \| \| \| \| |  |  |  |                                            |                                            |                                            |                                            |                                            |                                            |                                |                                |                                |                                |                                |                                |                                 |                              |                              |                              |                              |                              |                                      |                                      |                                      |                                      |                                      |                                      |  |  |  |  |  |  |  |  |  |  |
| |  |  |  |                                            |                                            |                                            |                                            |                                            |                                            |                                |                                |                                |                                |                                |                                |                                 |                              |                              |                              |                              |                              |                                      |                                      |                                      |                                      |                                      |                                      |  |  |  |  |  |  |  |  |  |  |
| |  |  |  |                                            |                                            |                                            |                                            |                                            |                                            |                                |                                |                                |                                |                                |                                | Milanko Milanković              |                              |                              |                              |                              |                              |                                      |                                      |                                      |                                      |                                      |                                      |  |  |  |  |  |  |  |  |  |  |
| |  |  |  |                                            |                                            |                                            |                                            |                                            |                                            |                                |                                |                                |                                |                                |                                |                                 |                              |                              |                              |                              |                              |                                      |                                      |                                      |                                      |                                      |                                      |  |  |  |  |  |  |  |  |  |  |
| |  |  |  |                                            |                                            |                                            |                                            |                                            |                                            |                                |                                |                                |                                |                                |                                | Todor Milanković                |                              |                              |                              |                              |                              |                                      |                                      |                                      |                                      |                                      |                                      |  |  |  |  |  |  |  |  |  |  |
| |  |  |  |                                            |                                            |                                            |                                            |                                            |                                            |                                |                                |                                |                                |                                |                                |                                 |                              |                              |                              |                              |                              |                                      |                                      |                                      |                                      |                                      |                                      |  |  |  |  |  |  |  |  |  |  |
| |  |  |  | Paja Muačević                              | Paja Muačević                              | Paja Muačević                              | Paja Muačević                              | Paja Muačević                              | Paja Muačević                              |                                |                                |                                |                                |                                |                                | Antonije Milanković (1806–?)    | Antonije Milanković (1806–?) | Antonije Milanković (1806–?) | Antonije Milanković (1806–?) | Antonije Milanković (1806–?) | Antonije Milanković (1806–?) |                                      |                                      |                                      |                                      |                                      |                                      |  |  |  |  |  |  |  |  |  |  |
| |  |  |  | Paja Muačević                              | Paja Muačević                              | Paja Muačević                              | Paja Muačević                              | Paja Muačević                              | Paja Muačević                              |                                |                                |                                |                                |                                |                                | Antonije Milanković (1806–?)    | Antonije Milanković (1806–?) | Antonije Milanković (1806–?) | Antonije Milanković (1806–?) | Antonije Milanković (1806–?) | Antonije Milanković (1806–?) |                                      |                                      |                                      |                                      |                                      |                                      |  |  |  |  |  |  |  |  |  |  |
| |  |  |  | Jelisaveta Muačević Milanković (1857–1915) | Jelisaveta Muačević Milanković (1857–1915) | Jelisaveta Muačević Milanković (1857–1915) | Jelisaveta Muačević Milanković (1857–1915) | Jelisaveta Muačević Milanković (1857–1915) | Jelisaveta Muačević Milanković (1857–1915) |                                |                                |                                |                                |                                |                                | Milan Milanković (1845–1885)    | Milan Milanković (1845–1885) | Milan Milanković (1845–1885) | Milan Milanković (1845–1885) | Milan Milanković (1845–1885) | Milan Milanković (1845–1885) |                                      |                                      |                                      |                                      |                                      |                                      |  |  |  |  |  |  |  |  |  |  |
| |  |  |  | Jelisaveta Muačević Milanković (1857–1915) | Jelisaveta Muačević Milanković (1857–1915) | Jelisaveta Muačević Milanković (1857–1915) | Jelisaveta Muačević Milanković (1857–1915) | Jelisaveta Muačević Milanković (1857–1915) | Jelisaveta Muačević Milanković (1857–1915) |                                |                                |                                |                                |                                |                                | Milan Milanković (1845–1885)    | Milan Milanković (1845–1885) | Milan Milanković (1845–1885) | Milan Milanković (1845–1885) | Milan Milanković (1845–1885) | Milan Milanković (1845–1885) |                                      |                                      |                                      |                                      |                                      |                                      |  |  |  |  |  |  |  |  |  |  |
| |  |  |  |                                            |                                            |                                            |                                            |                                            |                                            |                                |                                |                                |                                |                                |                                |                                 |                              |                              |                              |                              |                              |                                      |                                      |                                      |                                      |                                      |                                      |  |  |  |  |  |  |  |  |  |  |
| |  |  |  |                                            |                                            |                                            |                                            |                                            |                                            | Milutin Milanković (1879–1958) | Milutin Milanković (1879–1958) | Milutin Milanković (1879–1958) | Milutin Milanković (1879–1958) | Milutin Milanković (1879–1958) | Milutin Milanković (1879–1958) |                                 |                              |                              |                              |                              |                              | Hristina Tinka Topuzović (1884–1961) | Hristina Tinka Topuzović (1884–1961) | Hristina Tinka Topuzović (1884–1961) | Hristina Tinka Topuzović (1884–1961) | Hristina Tinka Topuzović (1884–1961) | Hristina Tinka Topuzović (1884–1961) |  |  |  |  |  |  |  |  |  |  |
| |  |  |  |                                            |                                            |                                            |                                            |                                            |                                            | Milutin Milanković (1879–1958) | Milutin Milanković (1879–1958) | Milutin Milanković (1879–1958) | Milutin Milanković (1879–1958) | Milutin Milanković (1879–1958) | Milutin Milanković (1879–1958) |                                 |                              |                              |                              |                              |                              | Hristina Tinka Topuzović (1884–1961) | Hristina Tinka Topuzović (1884–1961) | Hristina Tinka Topuzović (1884–1961) | Hristina Tinka Topuzović (1884–1961) | Hristina Tinka Topuzović (1884–1961) | Hristina Tinka Topuzović (1884–1961) |  |  |  |  |  |  |  |  |  |  |
| |  |  |  |                                            |                                            |                                            |                                            |                                            |                                            |                                |                                |                                |                                |                                |                                |                                 |                              |                              |                              |                              |                              |                                      |                                      |                                      |                                      |                                      |                                      |  |  |  |  |  |  |  |  |  |  |
| |  |  |  |                                            |                                            |                                            |                                            |                                            |                                            |                                |                                |                                |                                |                                |                                | Vasilije Milanković (1915–2003) |                              |                              |                              |                              |                              |                                      |                                      |                                      |                                      |                                      |                                      |  |  |  |  |  |  |  |  |  |  |

## Izbrana bibliografija
Milanković je objavil več kot 70 večjih del (univerzitetnih učbenikov, monografij, ...), znanstvenih razprav in poljudnoznanstvenih del.
- ——— (1904). Beitrag zur Theorie der Druckkurven (diplomska naloga). Dunaj. COBISS.SR 36049935.
- ——— (1907), »Die vorteilhafteste Konstruktionshőhe und Verlagsweite der Rippen der Hennebiqueschen Decke«, Scc.digital.nb.rs, Dunaj: Digitalna Narodna knjižnica Srbije, COBISS.SR 9854988, pridobljeno 1. marca 2023
- ——— (1911a), »О општим интегралима проблема n тела«, Scc.digital.nb.rs, Beograd: Digitalna Narodna knjižnica Srbije, COBISS.SR 29965583, pridobljeno 1. marca 2023
- ——— (1911b), »О кинематичкој симетрији и њеној примени на квалитативна решења проблема динамике«, Scc.digital.nb.rs, Beograd: Digitalna Narodna knjižnica Srbije, COBISS.SR 29965839, pridobljeno 1. marca 2023
- ——— (1912a), »O teoriji Michelsonova eksperimenta«, Rad JAZU, Zagreb (190): 65–70, COBISS.SR 29966863, pridobljeno 1. marca 2023
- ——— (1912b), »Прилог теорији математске климе«, Scc.digital.nb.rs, Digitalna Narodna knjižnica Srbije, COBISS.SR 205912588, pridobljeno 24. februarja 2023
- ——— (1913), »О распореду сунчеве радијације на површини земље«, Scc.digital.nb.rs, Digitalna Narodna knjižnica Srbije, COBISS.SR 29961743, pridobljeno 24. februarja 2023
- ——— (1914), »O pitanju astronomskih teorija ledenih doba«, Rad JAZU, Zagreb (204): 141–150, COBISS.SR 29966095, pridobljeno 24. februarja 2023. 
 – prevod v nemščino: Varićak, Vladimir (1915), »Über die Frage der astronomischen theorien der Eiszeiten«, Bulletin des Travaux de l’Académie des Sciences de Zagreb
- ——— (1916), »Ispitivanje o klimi planeta Marsa«, Scc.digital.nb.rs, Digitalna Narodna knjižnica Srbije, COBISS.SR 29977359, pridobljeno 27. februarja 2023
- ——— (1920), Théorie mathématique des phénomènes thermiques produits par la radiation solaire, zv. XVI, Pariz: Gauthier-Villars, str. 338
- ——— (1923a), Реформа Јулијанског календара, (Посебна издања), zv. 47, Srpska kr. akad. nauka i umjetnosti, str. 52, COBISS.SR 10747399, pridobljeno 1. marca 2023
- ——— (1923b), »Калорична годишња доба и њихова примена у палеоклиматском проблему«, Glas SKA, CIX, COBISS.SR 29962511, pridobljeno 7. aprila 2023
- ——— (1924a), »О другом постулату специјалне теорије релативитета« (PDF), Глас С.А.Н., CXI: 1–51, COBISS.SR 29963535
- ——— (1924b), »Das Ende des julianischen Kalenders und der neue Kalender der orientalischen Kirchen«, Astronomische Nachrichten, 220 (5279): 379–384, Bibcode:1924AN....220..379M, doi:10.1002/asna.19232202303
- ——— (1928), Кроз васиону и векове : писма једног астронома, Novi Sad: Matica srbska, str. 212, COBISS.SR 18278151, pridobljeno 2. marca 2023
- ——— (1930), »Mathematische Klimalehre und astronomische Theorie der Klimaschwankungen«,  v Köppen, Wladimir; Geiger, Rudolf (ur.), Handbuch der Klimatologie, Band I, Teil A: Allgemeine Klimalehre, Berlin: Gebrüder Borntraeger, str. 176, COBISS.SR 1538554602 
 – prevod v ruščino: Математическая климатология и астрономическая теория колебаний климата, Moskva, Leningrad: GONTI; Red. tehn.-teoret. lit., 1939
- ——— (1932a), Нумеричко израчунавање секуларне путање земљиних полова ротације (PDF)
- ——— (1932b), »Bahnkurve der säkularen polverlagerung«, Publications mathématiques de l'Université de Belgrade, 1, COBISS.SR 4152588, pridobljeno 16. marca 2023
- ——— (1933a), »Mathematische Klimalehre«,  v Gutenberg, Beno (ur.), Handbuch der Geophysik, Berlin: Gebrüder Borntraeger
- ——— (1933b), О померању Земљиних полова : Успомена на Алфреда Вегенера, pridobljeno 23. januarja 2016
- ——— (1935), Небеска механика, (Предавања на Београдском универзитету), Beograd: Zadužbina Luke Ćelovića-Trebinjca, COBISS.SR 161700871, pridobljeno 2. marca 2023
- ——— (1936), Durch ferne Welten und Zeiten : Briefe eines Weltallbummlers, Leipzig: Koehler & Amelang, str. 389, COBISS.SR 189568007
- ——— (1937), »Нови резултати астрономске теорије климатских промена«, Глас С.А.Н., CLIIV: 41, COBISS.SR 1542047466
- ——— (1938), »Astronomische Mittel zur Erforschung der erdgeschichtlichen Klimate«,  v Gutenberg, Beno (ur.), Handbuch der Geophysik : Physik der Atmosphäre 2, Band IX, Sec. 8, Berlin: Gebrüder Borntraeger, str. 593–698, COBISS.SR 1536857066
- ——— (1941), Kanon der Erdbestrahlung und seine Anwendung auf das Eiszeitenproblem, (Éditions speciales Académie Royale Serbe), zv. '133, 33, Beograd: Académie royale serbe, str. 633, COBISS.SR 189146124. 
 – prevod v angleščino: Israel Program for Scientific Translations (1969), Canon of Insolation and the Ice-age Problem, Washington DC: Ministrstvo za trgovino ZDA, Nacionalna znanstvena fundacija 
 – Pantić, Nikola, ur. (1998), Canon of Insolation and the Ice Age Problem, Beograd: Zavod za udžbenike i nastavna sredstva v sodelovanju z Muzej znanosti in tehnike S. A. N..
- ——— (1944), Кроз васиону и векове : једна астрономија за свакога, Beograd: Jugoistok, COBISS.SR 133068039, pridobljeno 2. marca 2023
- ———; Mihailović, Jelenko M. (1946a), Мика Алас : белешке о животу великог математичара Михаила Петровића, Beograd: Kosmos, COBISS.SR 41658887, pridobljeno 1. marca 2023
- ———; Bokšan, Slavko (1946b), Исак Њутн и Њутнова Принципија, (Библиотека "Никола Тесла"), zv. 3, Beograd: Društvo »Nikola Tesla«, COBISS.SR 6790919, pridobljeno 20. marca 2023
- ——— (1947), Оснивачи природних наука : Питагора, Демокритос, Аристотелес, Архимедес, (Библиотека "Никола Тесла"), zv. 6, Beograd: Društvo »Nikola Tesla«, COBISS.SR 6740999, pridobljeno 20. marca 2023
- ——— (1948a), Астрономска теорија климатских промена и њена примена у геофизици, Beograd: Naučna knjiga, COBISS.SR 20452103, pridobljeno 1. marca 2023
- ——— (1948b), Историја астрономске науке од њених првих почетака до 1727, Beograd: Naučna knjiga, COBISS.SR 20450823, pridobljeno 20. marca 2023
- ——— (1950), Кроз царство наука : слике из живота великих научника, (Библиотека Никола Тесла), zv. 8, Beograd: Naučna knjiga, COBISS.SR 132878855, pridobljeno 1. marca 2023
- ——— (1952), Успомене, доживљаји и сазнања из година 1909 до 1944. 1, (Посебна издања / С.А.Н., Одељење природмо-математичких наука), zv. CXCV, 6, Beograd: Naučna knjiga, str. 322, COBISS.SR 121560071, pridobljeno 3. marca 2023
- ——— (1957), Успомене, доживљаји и сазнања после 1944 године. 2, (Посебна издања / С.А.Н., Одељење природмо-математичких наука), zv. CCLXXXV, 16, Beograd: Naučno delo, str. 193, COBISS.SR 147235079, pridobljeno 3. marca 2023
- ——— (1953a), Двадесет два века хемије, (Библиотека Светлост. коло 1), zv. 1, Kragujevac: Svetlost, COBISS.SR 12953351, pridobljeno 20. marca 2023
- ——— (1953b), »О Птолемајеву израчунавању броја п«, Зборник радова С.А.Н., Математички институт, XXXV (3): 11–14, COBISS.SR 40299015, pridobljeno 1. marca 2023
- ——— (1955a), Техника у току давних векова, Beograd: Nolit, COBISS.SR 128256007, pridobljeno 2. marca 2023
- ——— (1955b), »Вавилонски торањ модерне технике«, Глас, Одељење техничких наука С.А.Н., CCXX (3): 137–150, COBISS.SR 97869319, pridobljeno 2. marca 2023
- ——— (1956), Aristarchos und Apollonios - das heliozentrische und das geozentrische Weltsystem des klassischen Altertums, Beograd, COBISS.SR 54030092, pridobljeno 2. marca 2023
- ——— (1957), Astronomische Theorie der Klimaschwankungen : ihr Werdegang und Widerhall, Beograd, COBISS.SR 29975311, pridobljeno 2. marca 2023

## Galerija
- Doprsni kip Milankoviča na Matematičnem inštitutu SANU v Beogradu.
- Doprsni kip Milankovića na PMF v Novem Sadu.
- Doprsni kip Milankovića na razstavi v Akademiji znanosti, Nikola Koka Janković.
- Milankovićeva hiša v Beogradu na Ulici Ljubomira Stojanovića 9.[105]

### Dokumentarni filmi
- »Milutin Milanković po drugi put među Srbima« (v srbščini). RTV RS. 16. november 2007. Pridobljeno 5. februarja 2016. (srbsko)
- Milutin Milanković - Putnik kroz vasionu i vreme, YouTube, dokumentarni film posvečen Milankovićevemu življenju in delu, 2007, produkcija Združenje Milutin Milanković, Zastava Film in Image Design Studio, režiser Dušan Vuleković (srbsko)
- Istorija nauke: Milutin Milanković, YouTube, kanal RTS Obrazovno-naučni program, epizoda serije o znanih osebnostih (srbsko)
- U sazvezdju velikana: Milutin Milanković, YouTube, kanal RTS Obrazovno-naučni program, epizoda serije o znanih osebnostih (srbsko)
- Božanski sjaj Milankovićevog kanona, YouTube, kanal RTS Obrazovno-naučni program, epizoda serije o znanih osebnostih, ob 138. letnici Milankovićevega rojstva (srbsko)
- Ice Age Cycles, dokumentarni film na National Geographic. Tri spremenljivke, znane kot Milankovitchevi cikli, vplivajo na to, kako in kdaj Zemlja vstopi v ledeno dobo ali globalno segrevanje. (angleško)

### Dela
- Avtograf (faksimile) prve strani Milankovićeve Astronomske teorije podnebnih sprememb (razdelek »Uvod«)
- »Solar radiation and Milankovich«, odlomek iz knjige Solar Variability and Geomagnetism (angleško)
- »"Concrete" Testimony to Shifting Latitude of the Tropics«, odlomek iz članka Chao, Benjamin Fong (29. oktober 1996), »"Concrete" Testimony to Milankovitch Cycle in Earth's changing obliquity«, Eos, Transactions American Geophysical Union, 77 (44): 433, doi:10.1029/96EO00291 in »[...]«, Earth in Space, Ameriška geofizikalna zveza, 9 (4), december 1996{{citation}}:  Vzdrževanje CS1: samodejni prevod datuma (povezava) (angleško)
- Precesija in Milankovićeva teorija (angleško)
- Članek o Milankoviću v nizu »Na ramenih velikanov«, NASA Earth Observatory (angleško)

| Položaji v akademskih ustanovah     | Položaji v akademskih ustanovah                 | Položaji v akademskih ustanovah                                                 |
| ----------------------------------- | ----------------------------------------------- | ------------------------------------------------------------------------------- |
| Predhodnik: Milan Nedeljković       | 6. predstojnik AOB 1925–1926                    | Naslednik: Vojislav Mišković                                                    |
| Predhodnik: Vladimir Kosta Petković | Dekan Filozofske fakultete v Beogradu 1926–1927 | Naslednik: Miloš Trivunac (zimski semester) Nedeljko Košanin (poletni semester) |
| Predhodnik: Milorad B. Protić       | 9. predstojnik AOB 1948–1951                    | Naslednik: Vojislav Mišković                                                    |